# 1897年2月1日日食
1897年2月1日日食为一次在协调世界时1897年2月1日出現的日環食。該次日食食分為0.9742，食甚維持2分34秒。

## 概述
這次日食的食分是0.9742，環食維持2分34秒。

## 基本參數
- 類型：日環食
- 食甚資料：
  - 日期：1897年2月1日
  - 時間：20時15分15秒
  - 地點：27S 116W
  - 食分：0.9742
  - 日環食持續時間：2分34秒

## 外部連結
- NASA日食專頁（页面存档备份，存于）（英文）